# Borbotana dinawa
Borbotana dinawa är en fjärilsart som beskrevs av George Thomas Bethune-Baker 1906. Borbotana dinawa ingår i släktet Borbotana och familjen nattflyn. Inga underarter finns listade i Catalogue of Life.